# Burchard d'Ellerbach
 (mars 2024).
Si vous disposez d'ouvrages ou d'articles de référence ou si vous connaissez des sites web de qualité traitant du thème abordé ici, merci de compléter l'article en donnant les références utiles à sa vérifiabilité et en les liant à la section « Notes et références ».
Burchard d'Ellerbach (mort le 9 mars 1404 à Augsbourg) est le 49e évêque d'Augsbourg de 1373 à sa mort.

## Biographie
Burkhard von Ellerbach est un descendant de la famille de ministériels des seigneurs d'Ellerbach, originaire d'Erbach près d'Ulm, qui sert la Maison de Habsbourg.
Il est chanoine à Augsbourg en 1355 et est nommé après le 1er avril 1373 au rang d'évêque par le pape Grégoire XI. Mais il fallut d'abord une initiative personnelle à Avignon pour lever la réserve initiale de Grégoire.
Pendant l'épiscopat de Burchard, le conflit entre le clergé d'Augsbourg et le peuple atteint un nouveau sommet au point que le patricien, un noble qui administre la ville, est chassé. En conséquence, les corporations et les guildes développent de plus en plus une position de pouvoir à Augsbourg. Burchard continue cependant à soutenir la noblesse. Les tensions s'accentuent jusqu'à ce qu'en 1381 certains membres du clergé de haut rang soient chassés de la ville. Alors que Burchard continue de résister à la volonté du peuple, un soulèvement éclate en 1388 au cours duquel notamment l'Hôtel de la Monnaie épiscopale, le doyenné et le siège de l'évêque sont détruits. Par la suite, l’évêque perd la quasi-totalité de son pouvoir temporel.
On dit aussi de Burkhard qu'il combat résolument l'influence de l'enseignement de John Wyclif, dont les adeptes sont solidement implantés à Augsbourg, ou les vaudois par Heinrich Angermeier, un inquisiteur itinérant. On sait que Burchard fait exécuter cinq hommes qui refusent de renoncer à cet enseignement.